# 니시하루역
니시하루역(일본어: 西春駅,にしはるえき)은 일본 아이치현 기타나고야시에 위치한 나고야 철도 이누야마선의 철도역이다. 역 번호는 IY 04이며, 섬식 승강장 2면 4선의 구조를 갖춘 지상역이다.

## 타는 곳
| 1 · 2 | ■ 이누야마 선 | 하행 | 이와쿠라 · 고난 · 이누야마 · 신우누마 · 신카니 방면     |
| 3 · 4 | ■ 이누야마 선 | 상행 | 나고야 · 도요하시 · 주부코쿠사이쿠코 · 쓰루마이 선 방면 |

## 이용 현황
- 2013년 기준 : 22,288명

## 역 주변
- 구노쓰보 성 터

## 인접 역
| 나고야 철도 이누야마선                | 나고야 철도 이누야마선          | 나고야 철도 이누야마선                        |
| ------------------------------------- | ------------------------------- | --------------------------------------------- |
| IY 03 가미오타이 비와지마 분기점 방면 | □ 쾌속 급행 · ■ 급행 · ■ 준특급 | 이와쿠라 IY 07 신우누마 방면                  |
| IY 03 가미오타이 비와지마 분기점 방면 | ■ 보통                          | 도쿠시게 · 나고야게이다이 IY 05 신우누마 방면 |